# Eurycorypha brevipennis
Eurycorypha brevipennis är en insektsart som beskrevs av Karsch 1889. Eurycorypha brevipennis ingår i släktet Eurycorypha och familjen vårtbitare. Inga underarter finns listade i Catalogue of Life.